# Miaofengshan
Miaofengshan (kinesiska: 妙峰山, 妙峰山镇) är en köping i Kina. Den ligger i Mentougou i storstadsområdet Peking, i den norra delen av landet, omkring 31 kilometer väster om stadskärnan. Antalet invånare är 9 271. Befolkningen består av 4 533 kvinnor och 4 738 män. Barn under 15 år utgör 9,0 %, vuxna 15-64 år 77 %, och äldre över 65 år 12,0 %.